# Hansa-Brandenburg C.I
Hansa-Brandenburg C.I – austro-węgierski samolot rozpoznawczy z okresu I wojny światowej, konstrukcji niemieckiej.

## Historia i opis konstrukcji

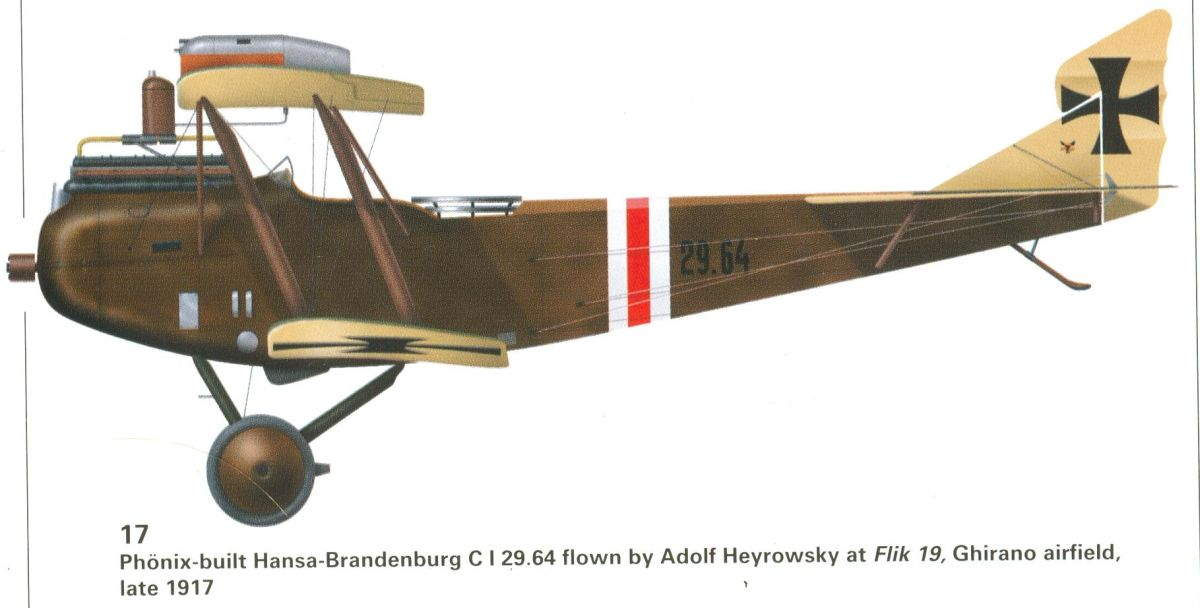
Hansa-Brandenburg C.I Adolfa Heyrowskiego

Konstruktorem dwupłatowca C.I, będącego rozwinięciem szkolnej maszyny Hansa-Brandenburg B.I, był inż. Ernst Heinkel. Zmiany obejmowały przede wszystkim zastosowanie mocniejszych silników i dodanie uzbrojenia – przy niezmienionej sylwetce (potocznie zwano go „dużym Brandenburgiem”, mimo niemal identycznych wymiarów – w odróżnieniu od „małego” B.I). Ten udany samolot nie zyskał zainteresowania lotnictwa niemieckiego, lecz produkowany był w dużej liczbie na licencji w Austro-Węgrzech w zakładach Phönix w Wiedniu i Ungarische Flugzeugfabrik AG (UFAG) w Budapeszcie, a po wojnie również w Czechosłowacji przez zakłady Aero jako A-14, A-15 i A.26. Stosowano w nich rozmaite silniki: Austro-Daimler o mocy od 150 do 200 KM, Mercedes 160 KM, Hiero 200-230 KM i Benz 200-230 KM. Uzbrojenie stanowił 1 ruchomy karabin maszynowy Schwarzlöse 8 mm wz.07/12 umieszczony na obrotnicy w tylnej kabinie (w części egzemplarzy montowano dodatkowo 1 stały karabin maszynowy strzelający do przodu nad górnym płatem, a w samolotach późniejszej produkcji – zsynchronizowany karabin maszynowy Schwarzlose M.16/R). Niektóre samoloty produkcji Phönix miały kabinę obserwatora w formie dość wysokiej oprofilowanej wieży, przez co karabin maszynowy na obrotnicy na szczycie mógł strzelać dookoła ponad górnym płatem. Mógł on zabrać także do 100 kg bomb.
Firma Phönix produkowała samoloty serii 26, 27, 29, 129, 229, 329, 429, a UFAG – 61, 63, 64, 67, 68, 69, 169, 269, 369 (stanowiły one pierwszą część numeru seryjnego). Phönix wyprodukował ich 480, a UFAG – 876, łącznie 1356. Cechą samolotów Hansa-Brandenburg C.I był wysoki silnik, ograniczający widoczność dla pilota, dlatego w samolotach produkcji Phoenix silnik montowano ok. pół metra niżej, natomiast samoloty UFAG miały staranne okapotowanie silnika.

## Służba w lotnictwie polskim
Samoloty oprócz lotnictwa Państw Centralnych i Czechosłowacji użytkowane były po wojnie w dużej liczbie również w polskim lotnictwie, służąc do połowy lat dwudziestych m.in. w 5. i 6 Eskadrze Wywiadowczej i 2 Pułku Lotniczym oraz prawdopodobnie w 8. i 16 Eskadrze Wywiadowczej.
5 listopada 1918 roku Stefan Bastyr wraz z obserwatorem de Beaurain wykonali na Brandenburgu C.I pierwszy lot bojowy lotnictwa niepodległej Polski (jeszcze przed oficjalnie przyjmowanym dniem odzyskania niepodległości 11 listopada). Obrzucili lekkimi bombami i ostrzelali ukraińskich żołnierzy wycofujących się po próbie ataku na Dworzec Główny we Lwowie. Według jednak innych publikacji, był to samolot Oeffag C.II. Kolejny lot bojowy odbył się tego samego dnia (z obserwatorem Władysławem Toruniem), a następne od 7 listopada.
W Małopolsce (głównie Lwowie i Krakowie) zdobyto 22 samoloty Brandenburg C.I (8 produkcji Phoenix i 14 produkcji UFAG). Używane były bojowo do 1920 roku, a do szkolenia do 1922 roku. Ponadto, 15 samolotów tego typu zbudowano, częściowo z dostępnych części, we lwowskich warsztatach III Ruchomego Parku Lotniczego w latach 1919–1920. W toku ich konstrukcji wprowadzono półskorupowy kadłub o takiej samej geometrii, z pracującym pokryciem. Następnie, od 1920 do 1924 roku pewną liczbę zmodernizowanych samolotów, oznaczanych jako Brandenburg K, zbudowano w warsztatach parku 2 pułku lotniczego w Krakowie.